# Liu Cixin
Liu Cixin (刘慈欣S, Liú CíxīnP; Pechino, 23 giugno 1963) è uno scrittore di fantascienza cinese, conosciuto nel suo paese come il più prolifico e popolare.

## Biografia
Cresciuto a Yangquan, i suoi genitori lavoravano in una miniera dello Shanxi. A causa della rivoluzione culturale si spostò a vivere nella Contea di Luoshan, nello Henan.
Liu si è laureato presso la North China University of Water Conservancy and Electric Power nel 1988 e poco dopo iniziò a lavorare in una centrale elettrica nello Shanxi.
È sposato e ha una figlia.

## Stile
Liu Cixin ha introdotto nuovi temi nella fantascienza cinese, e quello che scrive si concentra soprattutto sul ruolo della Cina nel mondo futuro. Di Liu è stato detto che «ha immagini potenti ma soprattutto ha il gusto per esplorare il cambiamento che le tecnologie e le trasformazioni indotte dalla tecnologia e dalle nuove opportunità che questo tipo di approccio porta nei rapporti sociali».

## Opere
- The Whale's song (鲸歌, 1999)
- Inferno (地火, 2000)
- The Wandering Earth (流浪地球, 2000)
- The Village Teacher (乡村教师, 2001)
- Full Spectrum Barrage Jamming (全频带阻塞干扰, 2001)
- The Glory and the Dream (光荣与梦想, 2003)
- The Era of Supernova (超新星纪元, 2003)
- Fulmine globulare (球状闪电, 2004), pubblicato in italiano nel 2022
- Of Ants and Dinosaurs
- The Longest Fall
- Memoria del passato della Terra (Trilogia)
  1. Il problema dei tre corpi (三体, 2007), pubblicato in italiano nel 2017
  2. La materia del cosmo (黑暗森林, 2008), pubblicato in italiano nel 2018
  3. Nella quarta dimensione (死神永生, 2010), pubblicato in italiano nel 2018
- Hold Up the Sky (2020)

## Adattamenti
- The Wandering Earth (流浪地球), regia di Frant Gwo (2019). Dal racconto omonimo del 2000.
- Crazy Alien (疯狂的外星人), regia di Ning Hao (2019). Dal racconto The Village Teacher del 2001.
- Earth Rescue Day (末日拯救), film del 2021.
- Rendezvous with the Future, serie televisiva (2022).
- Sān tǐ (三体), serie televisiva (2023). Dalla trilogia di romanzi Memoria del passato della Terra.
- The Wandering Earth 2 (流浪地球2), regia di Frant Gwo (2023). Prequel del film del 2019.
- Il problema dei 3 corpi, serie televisiva (2024). Dalla trilogia di romanzi Memoria del passato della Terra.

## Premi
- Premio Yinhe assegnato dalla rivista Kehuan shijie agli autori di fantascienza: 1999, 2000, 2001, 2002, 2003, 2004, 2005, 2006, 2010.[9]
- World Chinese Science Fiction Association's Xingyun (Nebula) Premio come miglior scrittore: 2010.
- Premio Hugo per il miglior romanzo nel 2015 con Il problema dei tre corpi.
- Premio Locus per il miglior romanzo di fantascienza nel 2017 con Nella quarta dimensione.